# 45 R.P.M. Club
45 R.P.M. Club — перший із чотирьох мініальбомів норвезького гурту a-ha, виданих ексклюзивно в Японії. Вийшов 1985 року.

## Музиканти
- Пол Воктор-Савой (Paul Waaktaar-Savoy) (6 вересня 1961) — композитор, гітарист, вокалист.
- Магне Фуругольмен (Magne Furuholmen) (1 листопада 1962) — клавішник, композитор, вокаліст, гітарист.
- Мортен Гаркет (Morten Harket) (14 вересня 1959) — вокаліст.

## Композиції
| #  | Назва                                            | Тривалість |
| -- | ------------------------------------------------ | ---------- |
| 1. | «The Sun Always Shines On TV (Extended Version)» | 8:25       |
| 2. | «Driftwood»                                      | 3:06       |
| 3. | «Take On Me (Extended Version)»                  | 4:47       |
| 4. | «The Sun Always Shine On TV (Instrumental)»      | 6:38       |